# Dunkler als die Nacht
Dunkler als die Nacht (englisch: A Darkness More Than Night) ist der zehnte Roman des US-amerikanischen Krimi-Autors Michael Connelly. Es ist das siebte Buch der Harry-Bosch-Serie, erschienen 2001. Allerdings erfolgt die Erzählung zu großen Teilen aus der Sicht von Terry McCaleb, so dass man auch den Eindruck gewinnen kann, es handele sich eher um die Fortsetzung des Romans Das zweite Herz. 

## Handlung
Harry Bosch ist der Hauptzeuge im Mordprozess gegen den Filmproduzenten David Storey. Neben einer Menge von Indizien hat die Anklage nur die Aussage von Harry Bosch, dem Storey gegenüber offen geprahlt hatte, dass „sie ihn nie fangen werden“. Für dieses freche Eingeständnis gibt es keine Tonaufnahme, keine Zeugen, nur Boschs Aussage.
Zur gleichen Zeit wird der ehemalige FBI-Profiler Terry McCaleb von Jaye Winston vom Los Angeles County Sheriff’s Department (LASD) gebeten, sich den Fall der Ermordung von Edward Gunn anzusehen. McCaleb stellt fest, dass der Tatort wie eine Szene aus einem Bild von Hieronymus Bosch aussieht. Als er dann noch herausfindet, dass Harry Bosch schon lange Edward Gunn wegen Mordes verfolgt und am Vorabend seines Todes Kontakt zu ihm hatte, sieht er tatsächlich immer mehr Harry Bosch als den wahrscheinlichen Mörder Gunns.
Als mitten im Prozess gegen Storey der Reporter Jack McEvoy einen Hinweis auf diesen Verdacht gegen Bosch bekommt, erkennt Harry Bosch, dass ihm jemand den Mord an Edward Gunn unterschieben möchte. Er setzt auf die Insel Catalina vor Los Angeles über, auf der Terry McCaleb wohnt und konfrontiert ihn. Sie gehen die Verdachtsmomente durch, die auf Bosch als Mörder hindeuten und stellen fest, dass die Verteidigung von David Storey versucht, Bosch den Mord an Gunn anzuhängen.
In Wahrheit ist der vom Verteidiger J. Reason Fowkkes beauftragte Privatdetektiv und Ex-Polizist Rudy „Valentino“ Tafero der Mörder Gunns. Als Terry McCaleb beginnt, die wahren Ereignisse herauszufinden, greift ihn Tafero an Bord seines Bootes an und versucht, ihn auf ähnliche Weise zu ermorden, wie er Gunn getötet hatte. Bosch kommt jedoch auf Calebs Boot, macht Tafero handlungsunfähig und rettet McCaleb knapp das Leben. Während der Befragung durch die Polizei macht Tafero einen Deal: er liefert die Beweise, dass David Storey hinter der Absicht steckte, Bosch einen Mord unterzuschieben.

## Verfilmung
Die Handlung der dritten Staffel der von Amazon Studios produzierten Krimiserie Bosch aus dem Jahr 2017 basiert im Wesentlichen auf „Dunkler als die Nacht“.

## Querbezüge
Terrell „Terry“ McCaleb ist die Hauptfigur in Das zweite Herz von Michael Connelly. John „Jack“ McEvoy ist die Hauptfigur in Connellys Romanen Der Poet und Sein letzter Auftrag. Im Roman Das zweite Herz behauptet McCaleb, er habe in seiner Zeit beim FBI den Poeten-Fall gelöst, obwohl er im Roman Der Poet keine Erwähnung fand. Bei einer kurzen Begegnung zwischen McCaleb und McEvoy löst Connelly diesen Sachverhalt geschickt auf. 

## Rezeption
Kirkus Reviews zieht als Fazit seiner Rezension, dass es sich bei dem Buch um „eine schaurig kühle Tour-de-Force“ handele.
Die Los Angeles Times findet, dass das Aufeinandertreffen von McCaleb und Bosch einen elektrisierenden Roman ergibt, der den Adrenalinspiegel steigen lasse.
Die Krimicouch findet es interessant, dass in einem amerikanischen Kriminalroman ein europäisches Gemälde als Indiziengeber eingesetzt wird: „Connelly zieht eine deutliche Parallele zwischen den Zuständen im Moloch L.A. und der Darstellung der Welt durch Hieronymus Bosch.“ Ferner befindet der Rezensent: „Man merkt es dem spannenden und kunstvoll konstruierten Thriller durchweg an, dass Connelly jahrelang als Polizeireporter in L.A. gearbeitet hat“.

## Ausgaben
- Michael Connelly: A Darkness More Than Night. Little, Brown and Company, 2001 ISBN 0-316-15407-5
- Michael Connelly: Dunkler als die Nacht. Aus dem Amerikanischen von Sepp Leeb. Heyne, München 2001, ISBN 978-3-453-19611-7; als TB: dto., Heyne, München 2002, ISBN 978-3-453-86415-3
- Michael Connelly: Dunkler als die Nacht : Harry Boschs 7. Fall. Aus dem Amerikanischen von Sepp Leeb. Knaur eBook, München 2014, ISBN 978-3-426-42584-8